# 北布蘭奇 (馬里蘭州)
北布蘭奇（英語：North Branch）是位於美國馬里蘭州亞利加尼縣的一個非建制地區。

## 地理
北布蘭奇所處的海拔為高於海平面197米（即646英呎），而該地所採用的時區為UTC-5，即北美东部時區（EST）。同時該地設有夏令時間，為UTC-5調快一小時，即UTC-4（EDT）。